# Kotkan TP

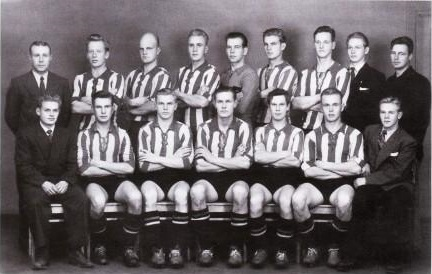
Kotkan Työväen Palloilijat, 1951

Kotkan Työväen Palloilijat (kurz KTP Kotka oder Kotkan TP, deutsch in etwa Arbeiterballsport Kotka) ist ein Ballsportverein aus der südostfinnischen Stadt Kotka. Der Verein gewann 1951 und 1952 die finnische Fußballmeisterschaft und viermal den Fußballpokal. Die Basketballmannschaft des Vereins gewann sechs Mal die finnische Meisterschaft.

## Fußball
| Saison                                                                               | Platz      | Pokal    | International | Bemerkung          |
| ------------------------------------------------------------------------------------ | ---------- | -------- | ------------- | ------------------ |
| 1948                                                                                 | 09. von 16 |          |               |                    |
| 1949                                                                                 | 05. von 12 |          |               |                    |
| 1950                                                                                 | 04. von 10 |          |               |                    |
| 1951                                                                                 | 01. von 10 |          |               | Finnischer Meister |
| 1952                                                                                 | 01. von 12 |          |               | Finnischer Meister |
| 1953                                                                                 | 08. von 10 |          |               |                    |
| 1954                                                                                 | 06. von 10 |          |               |                    |
| 1955                                                                                 | 06. von 10 |          |               |                    |
| 1956                                                                                 | 07. von 10 |          |               |                    |
| 1957                                                                                 | 08. von 10 |          |               |                    |
| 1958                                                                                 | 10. von 10 | Sieger   |               | Abstieg            |
| 1959                                                                                 | 02. von 10 |          |               |                    |
| 1960                                                                                 | 03. von 12 |          |               |                    |
| 1961                                                                                 | 02. von 12 | Sieger   |               |                    |
| 1962                                                                                 | 01. von 12 |          |               | Aufstieg           |
| 1963                                                                                 | 05. von 12 |          |               |                    |
| 1964                                                                                 | 03. von 12 |          |               |                    |
| 1965                                                                                 | 08. von 12 |          |               |                    |
| 1966                                                                                 | 06. von 12 | Finalist |               |                    |
| 1967                                                                                 | 07. von 12 | Sieger   |               |                    |
| 1968                                                                                 | 09. von 12 | Finalist |               |                    |
| 1969                                                                                 | 11. von 12 |          |               | Abstieg            |
| grün: 1. Spielklasse braun: 2. Spielklasse rosa: 3. Spielklasse blau: 4. Spielklasse |            |          |               |                    |

| Saison                                                                               | Platz      | Pokal  | International | Bemerkung |
| ------------------------------------------------------------------------------------ | ---------- | ------ | ------------- | --------- |
| 1970                                                                                 | 04. von 14 |        |               |           |
| 1971                                                                                 | 05. von 12 |        |               |           |
| 1972                                                                                 | 10. von 12 |        |               | Abstieg   |
| 1973                                                                                 |            |        |               |           |
| 1974                                                                                 | 03. von ?? |        |               |           |
| 1975                                                                                 | 02. von ?? |        |               |           |
| 1976                                                                                 | 03. von ?? |        |               |           |
| 1977                                                                                 | 01. von ?? |        |               | Aufstieg  |
| 1978                                                                                 | 02. von 12 |        |               | Aufstieg  |
| 1979                                                                                 | 08. von 12 |        |               |           |
| 1980                                                                                 | 05. von 12 | Sieger |               |           |
| 1981                                                                                 | 05. von 12 |        | 1. Runde      |           |
| 1982                                                                                 | 11. von 12 |        |               |           |
| 1983                                                                                 | 12. von 12 |        |               | Abstieg   |
| 1984                                                                                 | 12. von 12 |        |               | Abstieg   |
| 1985                                                                                 |            |        |               |           |
| 1986                                                                                 |            |        |               |           |
| 1987                                                                                 |            |        |               |           |
| 1988                                                                                 |            |        |               |           |
| 1989                                                                                 |            |        |               |           |
| grün: 1. Spielklasse braun: 2. Spielklasse rosa: 3. Spielklasse blau: 4. Spielklasse |            |        |               |           |

| Saison                                                                                   | Platz      | Pokal    | International | Bemerkung |
| ---------------------------------------------------------------------------------------- | ---------- | -------- | ------------- | --------- |
| 1990                                                                                     |            |          |               |           |
| 1991                                                                                     | 03.        |          |               |           |
| 1992                                                                                     |            |          |               |           |
| 1993                                                                                     | 01. von ?? |          |               |           |
| 1994                                                                                     | 10. von 14 |          |               |           |
| 1995                                                                                     | 02. von 14 |          |               |           |
| 1996                                                                                     | 02. von 10 |          |               |           |
| 1997                                                                                     | 03. von 10 |          |               |           |
| 1998                                                                                     | 03. von 10 |          |               | Aufstieg  |
| 1999                                                                                     | 07. von 12 |          |               |           |
| 2000                                                                                     | 12. von 12 | Finalist |               | Abstieg   |
| 2001                                                                                     |            |          |               | Rückzug   |
| 2002                                                                                     | 03. von 11 |          |               |           |
| 2003                                                                                     | 06. von 13 |          |               |           |
| 2004                                                                                     | 03. von 11 |          |               |           |
| 2005                                                                                     | 01. von 12 |          |               |           |
| 2006                                                                                     | 03. von 14 |          |               |           |
| 2007                                                                                     | 01. von 12 |          |               | Aufstieg  |
| 2008                                                                                     | 05. von 14 |          |               |           |
| 2009                                                                                     | 12. von 14 |          |               | Abstieg   |
| grün: 1. Spielklasse – braun: 2. Spielklasse rosa: 3. Spielklasse – blau: 4. Spielklasse |            |          |               |           |

| Saison                                                                                   | Platz       | Pokal | International | Bemerkung |
| ---------------------------------------------------------------------------------------- | ----------- | ----- | ------------- | --------- |
| 2010                                                                                     | 01. von 10  |       |               | Aufstieg  |
| 2011                                                                                     | 11. von 14  |       |               |           |
| 2012                                                                                     | 06. von 10  |       |               |           |
| 2013                                                                                     |             |       |               | Aufstieg  |
| 2014                                                                                     | 02. von 10  |       |               | Aufstieg  |
| 2015                                                                                     | 011. von 12 |       |               | Abstieg   |
| 2016                                                                                     | 09. von 10  |       |               | Abstieg   |
| 2017                                                                                     |             |       |               | Aufstieg  |
| 2018                                                                                     | 07. von 10  |       |               |           |
| 2019                                                                                     | 04. von 10  |       |               |           |
| 2020                                                                                     | 02. von 12  |       |               | Aufstieg  |
| 2021                                                                                     | 12. von 12  |       |               | Abstieg   |
| 2022                                                                                     | 01. von 12  |       |               | Aufstieg  |
| 2023                                                                                     | 12. von 12  |       |               | Abstieg   |
| 2024                                                                                     | 01. von 12  |       |               | Aufstieg  |
| grün: 1. Spielklasse – braun: 2. Spielklasse rosa: 3. Spielklasse – blau: 4. Spielklasse |             |       |               |           |

### Geschichte
Der Verein wurde 1927 gegründet. Als Mitglied des Arbeitersportverbandes TUL spielten die Mannschaften zunächst nicht in den Ligen der nationalen Sportverbände. 1937, 1939 und 1947 gewann KTP die Fußballmeisterschaft der TUL. 1947 spielten die beiden besten Mannschaften der SPL und der TUL eine gemeinsame Endrunde um die finnische Meisterschaft aus. Dabei belegte KTP den dritten Rang. Ab 1948 spielten die TUL-Vereine im Ligasystem der SPL. In der ersten Saison in der Mestaruussarja wurde KTP Neunter von 16 Mannschaften und schaffte damit den Klassenerhalt. Danach folgte eine allmähliche Verbesserung, die in den beiden Meisterschaften von 1951 und 1952 gipfelte. Danach blieb KTP bis 1958 erstklassig, ehe der erste Abstieg in die II. Division folgte.
Nach den Pokalsiegen 1958 und 1961 stieg KTP 1962 wieder in die Mestaruussarja auf. Mit dem jungen Arto Tolsa kam ein echter Erfolgsgarant aus der eigenen Jugend in die Mannschaft. 1964 erzielte er in 22 Spielen 26 Tore und wurde damit Torschützenkönig. KTP belegte in der Liga den dritten Platz. Außerdem erreichte der Verein von 1966 bis 1968 dreimal in Folge das Endspiel des finnischen Fußballpokals. 1967 gewann KTP das Finale mit 2:0 gegen Lahden Reipas. 1968 wechselte Tolsa in die belgische Liga und bereits im Jahr darauf stieg KTP als Vorletzter wieder in die zweite Liga ab. Nach drei Spielzeiten in der zweiten Liga folgte sogar der Abstieg in die dritte Liga. 1977 und 1978 stieg KTP jedoch zweimal in Folge auf und war damit wieder erstklassig. In dieser dritten Phase der Erstklassigkeit, die von 1979 bis 1983 reichte, gewann KTP erneut den finnischen Pokal und qualifizierte sich für den Europapokal der Pokalsieger. 1983 folgte der Abstieg in die zweite Liga, und nur ein Jahr später der Abstieg in die dritte Liga.
Die Mannschaft benötigte fast zehn Jahre, bis sie wieder zweitklassig wurde. Dort angekommen verpasste KTP mehrfach knapp den Aufstieg, bis dieser 1998 schließlich doch gelang. KTP spielte nun erneut zwei Jahre erstklassig und erreichte in dieser Zeit noch einmal das Pokalfinale, das aber mit 0:1 gegen HJK Helsinki verloren ging. In der damaligen Mannschaft spielten mehrere estnische Nationalspieler, zum Beispiel Urmas Kirs, Martin Reim und Toomas Kallaste. Vor der Saison 2001, in der KTP in der zweitklassigen Ykkönen antreten sollte, erklärte der Verein seinen Verzicht auf einen Start. Der FC KooTeePee, der sich aus der zweiten Mannschaft KTPs gebildet hatte, übernahm den Ligaplatz KTPs, während KTP 2002 einen Neuanfang in der vierten Liga unternahm.
In den Jahren 2015, 2021 und 2023 spielte KTP wieder erstklassig.

### Europapokalbilanz
| Saison  | Wettbewerb                  | Runde    | Gegner     | Gesamt | Hin     | Rück    |
| ------- | --------------------------- | -------- | ---------- | ------ | ------- | ------- |
| 1981/82 | Europapokal der Pokalsieger | 1. Runde | SEC Bastia | 0:5    | 0:0 (H) | 0:5 (A) |

Gesamtbilanz: 2 Spiele, 1 Unentschieden, 1 Niederlage, 0:5 Tore (Tordifferenz −5)

### Erfolge
Finnische Meisterschaft
- 1. Platz: 1951 und 1952
- 2. Platz: 1947 und 1964

Finnischer Pokal
- 1. Platz: 1958, 1961, 1967 und 1980
- 2. Platz: 1966, 1968 und 2000

Finnischer Ligapokal
- 2. Platz: 1999

Pokal des Arbeitersportverbandes
- 1937, 1939, 1947, 1949, 1950, 1951, 1952, 1981, 1983 und 2008

### Bekannte Spieler
- Argo Arbeiter (* 1973), zwischen 1998 und 2000 bei KTP
- Urmas Hepner (* 1964), 1992 bis 1993 bei KTP
- Toomas Kallaste (* 1971), 1999 bis 2000 bei KTP
- Urmas Kirs (* 1966), 1999 bis 2000 bei KTP
- Zsolt Petry (* 1966), 2000 bei KTP
- Martin Reim (* 1971), 1999 bis 2000 bei KTP
- Arto Tolsa (1945–1989), bis 1969 und noch einmal 1980 bei KTP
- Rain Vessenberg (* 1975), 1998 bei KTP

## Basketball
Die Basketballmannschaft des Vereins tritt unter dem Namen KTP-Basket seit 1927 in Wettbewerben an. Seit 1957 ist das Team durchgehend in der höchsten finnischen Basketball-Liga, der Korisliiga, vertreten. Die Saison 2012/13 war für KTP die 57. in Folge für KTP in der Eliteklasse.
Mit sechs nationalen Meisterschaften und neun Pokalsiegen gehört KTP zu den erfolgreichsten finnischen Basketballclubs.

### Erfolge
Liga
- 6× Finnischer Meister (1958, 1967, 1988, 1991, 1993, 1994)
- 7× Finnischer Vizemeister (1960, 1961, 1985, 1986, 1987, 1990, 2013)
- 10× Dritter (1957, 1959, 1964, 1966, 1970, 1976, 1982, 1984, 2004, 2011)

Pokal
- 9× Finnischer Pokalsieger

### Europapokal
Der Klub qualifizierte sich sechsmal für den Europapokal der Landesmeister, fünfmal für den Europapokal der Pokalsieger und zweimal für den Korać-Cup. Nachfolgend das Abschneiden je Wettbewerb:
- Europapokal der Landesmeister: 1959 – Top 16, 1968 – Top 16, 1989 – Top 16, 1992 – Top 32, 1994 – 1. Runde, 1995 – 1. Runde
- Europapokal der Pokalsieger: 1980 – Top 16, 1985 – 1. Runde, 1986 – 2. Runde, 1987 – Top 16, 1992 – 3. Runde (als Absteiger aus dem Landesmeistercup)
- Korać-Cup: 1988 – 2. Runde, 1992 – 1. Runde